# Mi-12
Mi-12  (ros. Ми-12, oznaczenie NATO Homer) – największy na świecie prototypowy śmigłowiec, jaki kiedykolwiek wzniósł się w powietrze. Został zaprojektowany w radzieckim biurze Michaiła Mila. Powstały dwie sztuki tej maszyny. Pierwszą zbudowano w 1965 i oblatano 1968 r. Pierwszy lot trwał jedynie kilkanaście sekund, doszło do „rozhuśtania” się kadłuba w płaszczyźnie pionowej z powodu nakładania drgań własnych od zespołu napędowego na wiotkie wysięgniki i podwieszony pod nimi kadłub. Druga została zaprezentowana na salonie lotniczym w Paryżu w 1971 r.
6 sierpnia 1969 r. śmigłowiec Mi-12 uniósł ładunek o masie całkowitej 44 205 kg na wysokość 2255 m, jest to światowy rekord udźwigu przez śmigłowiec. 
Jego układ konstrukcyjny okazał się nieudany. Zawieszenie silników z przekładniami i wirnikami nośnymi na wysięgnikach było powodem wielu problemów. Do tego dochodziła niewystarczająca stateczność podłużna. Michaił Mil przyjął taki układ z dwóch powodów:
- znane były problemy konstrukcyjno-użytkowe śmigłowca Jak-24 zbudowanego w układzie podłużnym i główny konstruktor chciał tych problemów uniknąć;
- w okresie prac nad Mi-12 nie było w ZSRR silników śmigłowcowych, które dysponowałyby mocą  ponad 10 000 KM, dlatego maszyna musiała mieć 4 silniki i – wobec dużych problemów z jedną przekładnią dla 4 silników – zastosowano układ dwuwirnikowy właśnie o układzie poprzecznym.

Poza lotami rekordowymi i prezentacyjnymi maszyna ta nie była praktycznie używana. Historia Mi-12 przypomina historię innej konstrukcji lotniczej ZSRR, samolotu Tu-144, który też był projektowany w pośpiechu, bardziej dla celów rekordowo-prestiżowych, gdzie też zastosowano niewłaściwe – dla takiej konstrukcji – technologie i słabej jakości materiały i co było przyczyną licznych awarii i problemów. Obaj konstruktorzy (Michaił Mil i Andriej Tupolew) niepowodzenia w tych konstrukcjach przypłacili swoim zdrowiem.